# Église Sainte-Anne d'Heume-l'Église
L'église Sainte-Anne est une église catholique située à Heume-l'Église, en France.

## Localisation
L'église Sainte-Anne est située dans le département français du Puy-de-Dôme, sur la commune d'Heume-l'Église,.

## Historique
L'église, dont la construction remonte probablement au XIIe siècle, a subi d'importantes modifications dans la seconde moitié du XIXe siècle (notamment le remplacement d'une travée par le clocher à l'angle nord-ouest).

## Protection
L'église Sainte-Anne est classée au titre des monuments historiques le 22 mai 1905.

## Galerie de photos

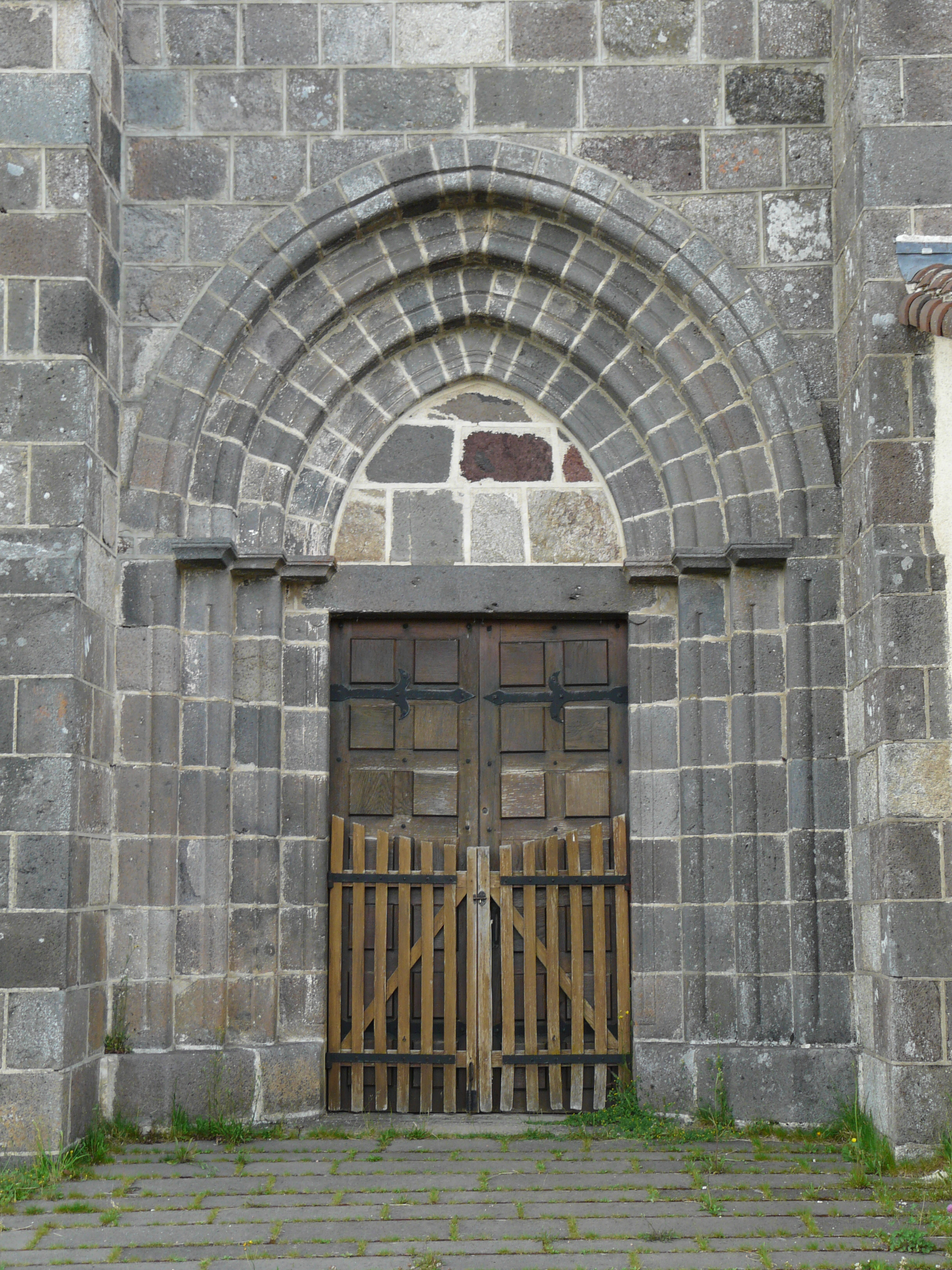
Le portail.
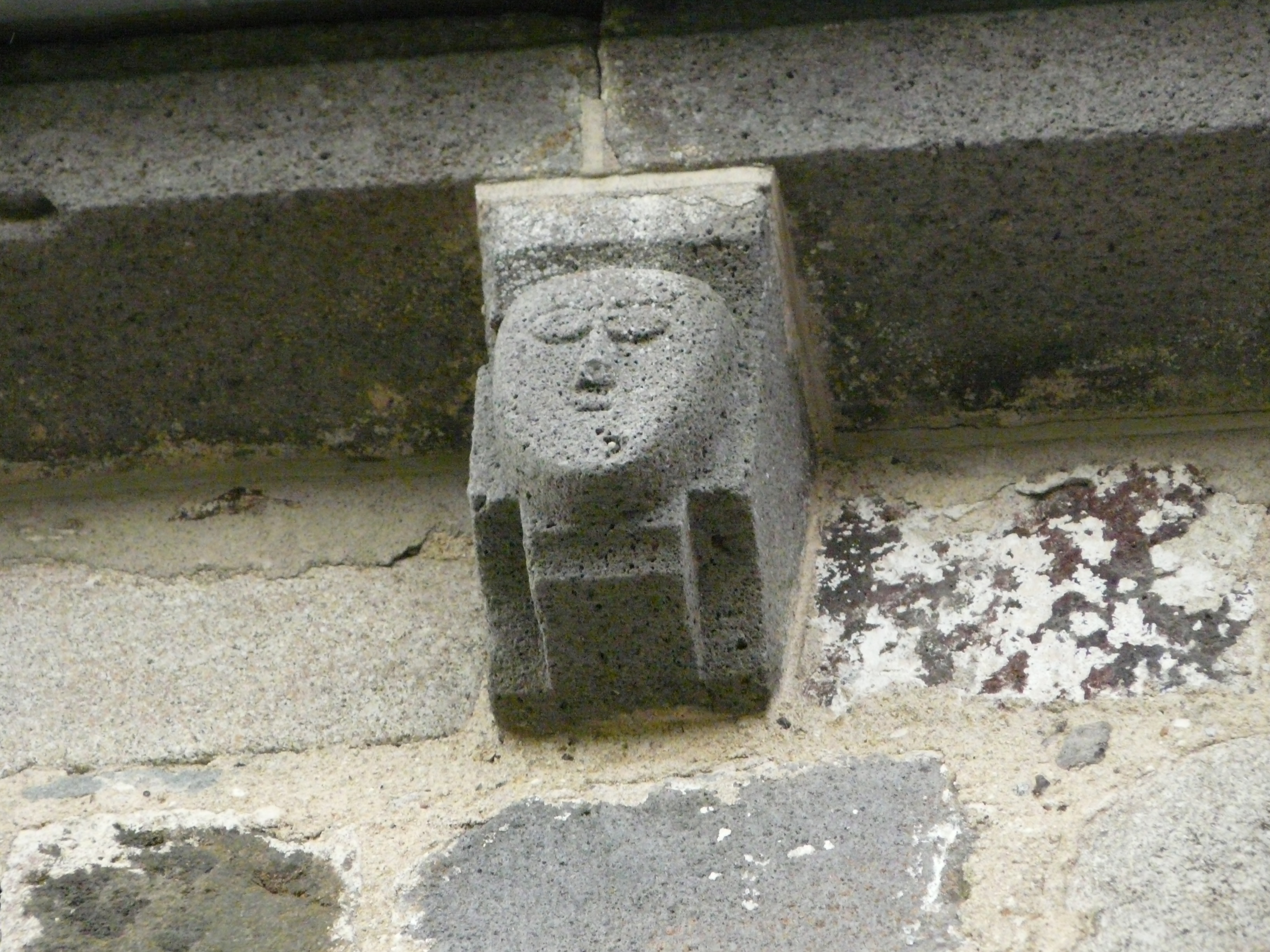
Un modillon.